# Krzysztof Krajewski (Kriminologe)
Krzysztof Krajewski (* 16. April 1953 in Krakau) ist ein polnischer Kriminologe, der als Professor an der Jagiellonen-Universität in Krakau forscht und lehrt. 2007/08 amtierte er als Präsident der European Society of Criminology (ESC).

## Schriften (Auswahl)
- Sens i bezsens prohibicji. Prawo karne wobec narkotyków i narkomanii. Kantor Wydawniczy "Zakamycze", Krakau 2001.
- Teorie kryminologiczne a prawo karne. Dom Wydawniczy ABC, Warschau 1994.
- Bójka i pobicie. Analiza kryminologiczna. Nakład Uniwersytetu Jagiellońskiego, Krakau 1988.
- Podstawy prawne organizowania spółek z ograniczoną odpowiedzialnością. PTE, Warschau 1988.